# Rainolfo de Monteruc
Rainolfo de Monteruc (Sadroc, 1351 – Roma, 15 agosto 1382) è stato un cardinale francese.
Era nipote del cardinale Pierre de Monteruc e di papa Innocenzo VI.

## Biografia
Rainolfo (Il suo vero nome è Ranulphe de Selve, chiamato de Monteruc) ha studiato presso l'Università di Montpellier e successivamente è diventato canonico nella Cattedrale di Tournai. Nel 1370 fu eletto vescovo di Sisteron. Papa Urbano VI lo elevò al rango di cardinale durante il concistoro del 18 settembre 1378, con il titolo di Santa Pudenziana. Dal 1378 fino alla sua morte, è stato reggente della Cancelleria Apostolica. Morì il 25 agosto 1382, alla giovane età di 31 anni e la sua salma venne tumulata presso la porta della Basilica di Santa Pudenziana.